# Diego Rubio
Diego Iván Rubio Köstner (* 15. Mai 1993 in Santiago) ist ein chilenischer Fußballspieler. Der Flügelstürmer bestritt zwölf Länderspiele für die chilenische Fußballnationalmannschaft.

## Karriere

### Verein
Diego Rubio begann seine Profikarriere 2010 beim CSD Colo-Colo, bei dem er gute Leistungen zeigte und 2011 nach Europa zum portugiesischen Klub Sporting Lissabon wechselte. Dort spielte er überwiegend in der Reservemannschaft und wurde 2013 nach Rumänien an Pandurii Târgu Jiu sowie 2014 nach Norwegen an Sandnes Ulf verliehen. Vom spanischen Verein Real Valladolid, bei dem er 2015 unterschrieben hatte, wurde er 2016 an den MLS-Klub Sporting Kansas City verliehen, der ihn im September 2016 fest verpflichtete. Im September 2017 erhielt er die Green Card und gilt seitdem als einheimischer Spieler. Zur Saison 2019 wechselte Rubio in einem Trade mit Kelyn Rowe zu den Colorado Rapids. Nach fünf Jahren in Colorado verließ er den Verein ablösefrei und schloss sich im Februar 2024 dem Austin FC an.

### Nationalmannschaft
Im Juni 2011 debütierte Rubio in der Nationalmannschaft beim Freundschaftsspiel gegen Paraguay und spielte zuletzt im März 2023 ein Länderspiel. Insgesamt kommt er auf zwölf Einsätze in Freundschaftsspielen.

## Erfolge
Sporting Kansas City
- Sieger des US Open Cups: 2017

## Sonstiges
Diego Rubio ist Sohn des 36-maligen Nationalspielers Hugo Rubio und Enkel von Talcas Torwart Ildefonso Rubio. Auch Diegos Brüder Eduardo und Matías sind ehemalige Profifußballspieler.